# Видродження (Львовская область)
Видродження (укр. Відродження) — село в Жолковской городской общине Львовского района Львовской области Украины.
Население по переписи 2001 года составляло 94 человека. Занимает площадь 3,20 км². Почтовый индекс — 80355. Телефонный код — 3252.

## История
В 1946 г. Указом ПВС УССР хутор Колония переименован в Видродження.